# Halounský potok
Halounský potok je malý vodní tok ve Středočeském kraji.

## Popis
Potok pramení v oblasti Rážovka v katastrálním území obce Dobříš v okrese Příbram v nadmořské výšce 445 m na úbočí kopce Vrážky (577 m n. m.) na území přírodního parku Hřebeny. Od pramene tok směřuje na sever lesním údolím a v obci Halouny se stáčí na západ. Jeho koryto je nezpevněné. Protéká Halouny do obce Svinaře, kde napájí vodní nádrž Žába. Za zámkem Svinaře se stáčí na severovýchod a napájí rybník Nádynek. V blízkosti nádrže je čistírna odpadních vod. Po 310 m v ř. km 4,24 zprava se vlévá do Svinařského potoka v nadmořské výšce 250 m n. m. Plocha povodí má velikost 6,14 km²  jiný údaj 6,09 km².

## Vodní režim
N-leté průtoky dle ČHMÚ:
| N-leté průtoky | Q1  | Q2  | Q5  | Q10 | Q20 | Q50 | Q100 |
| -------------- | --- | --- | --- | --- | --- | --- | ---- |
| Q [m³/s]       | 2,8 | 3,3 | 4,4 | 5,4 | 7,0 | 9,9 | 13,9 |

## Galerie

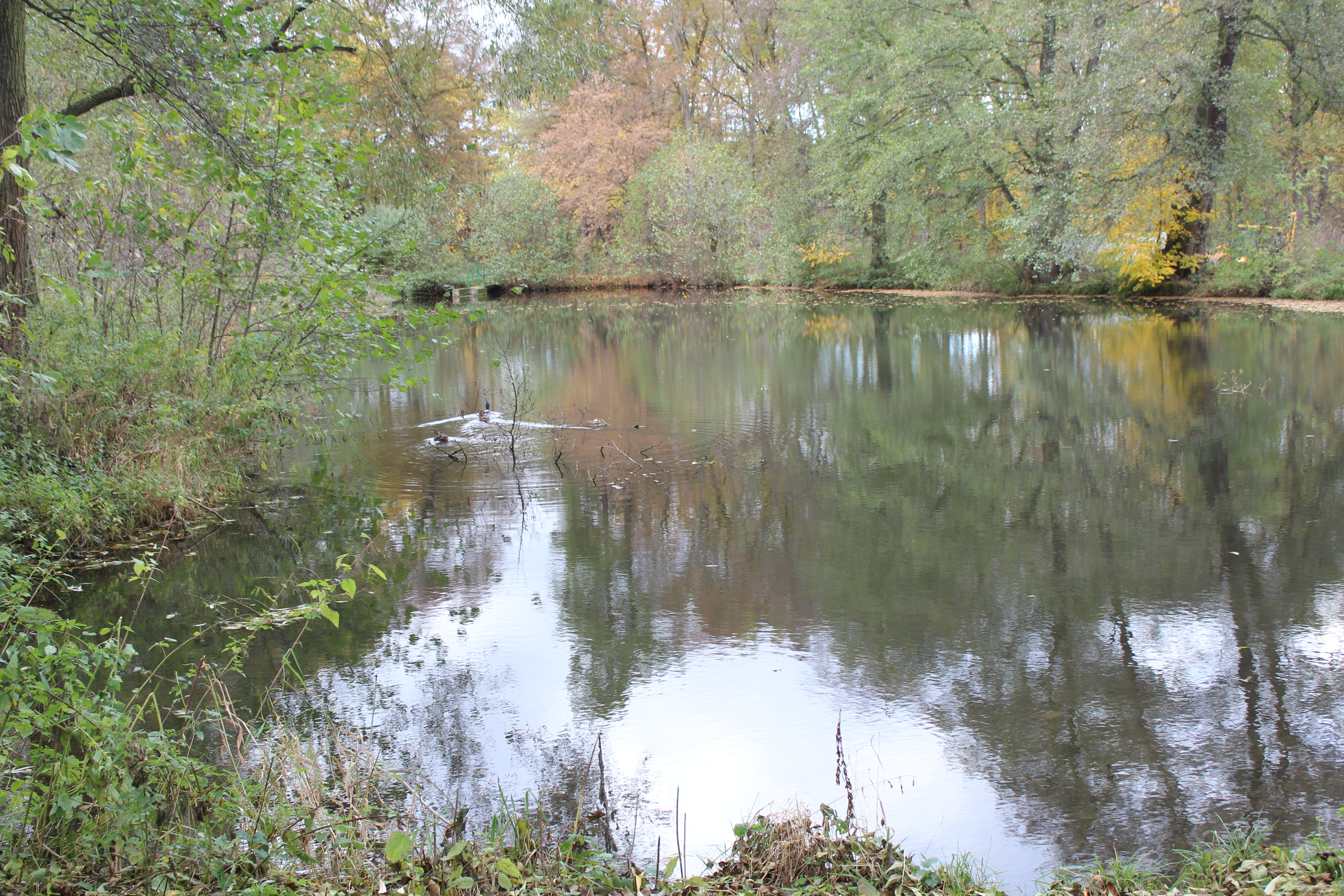
Rybník Nádynek
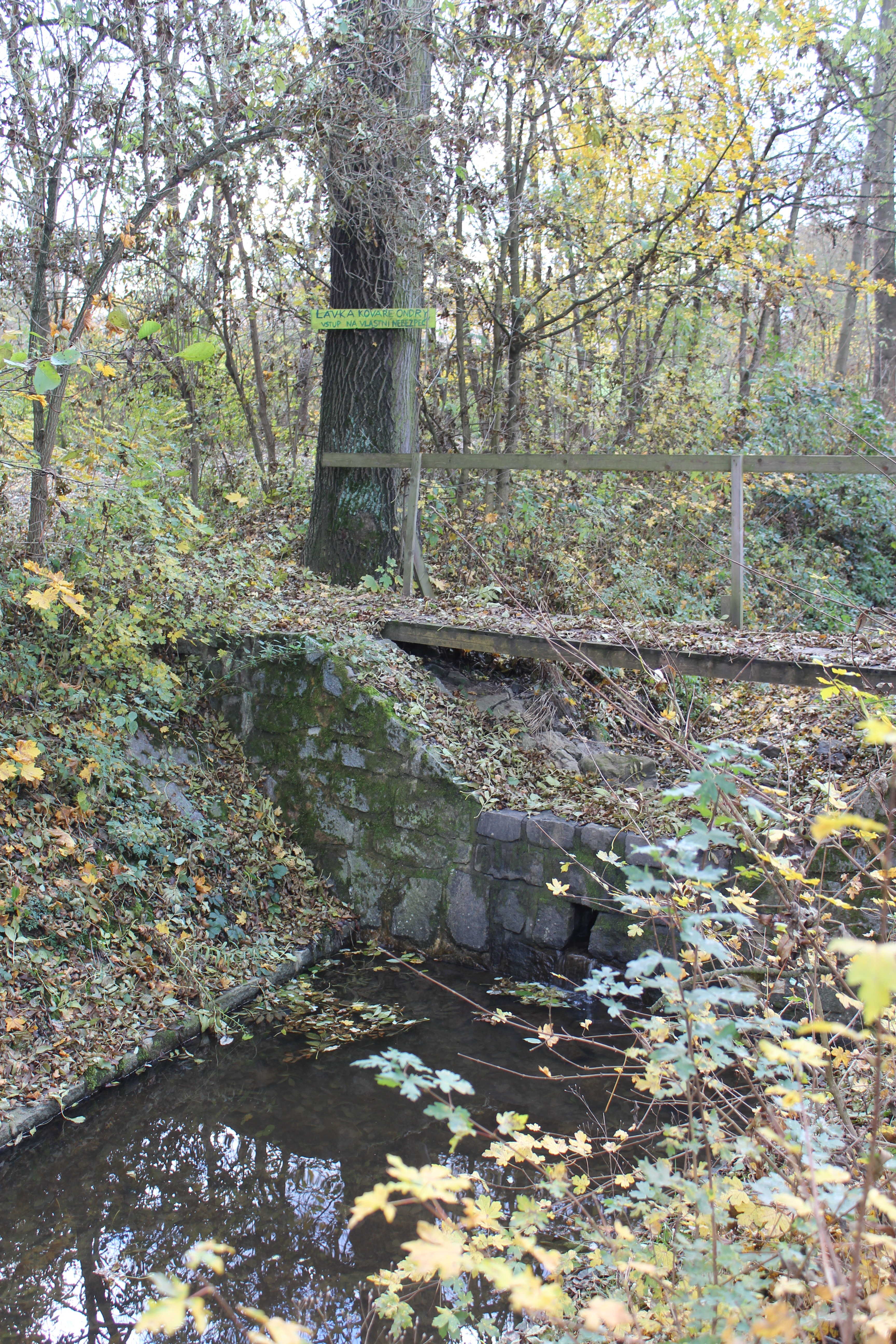
Halounský potok
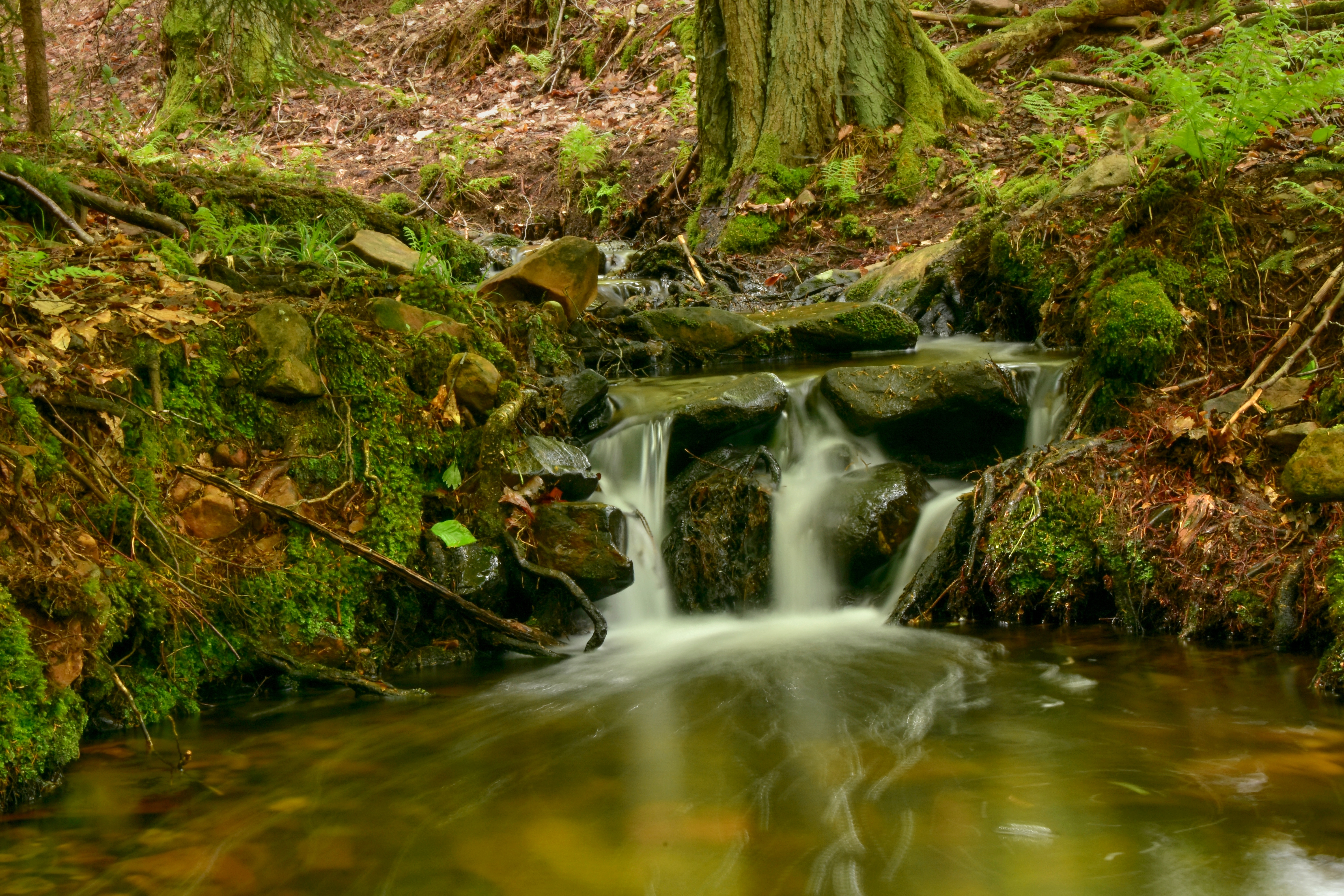
Zátiší na Halounském potoce
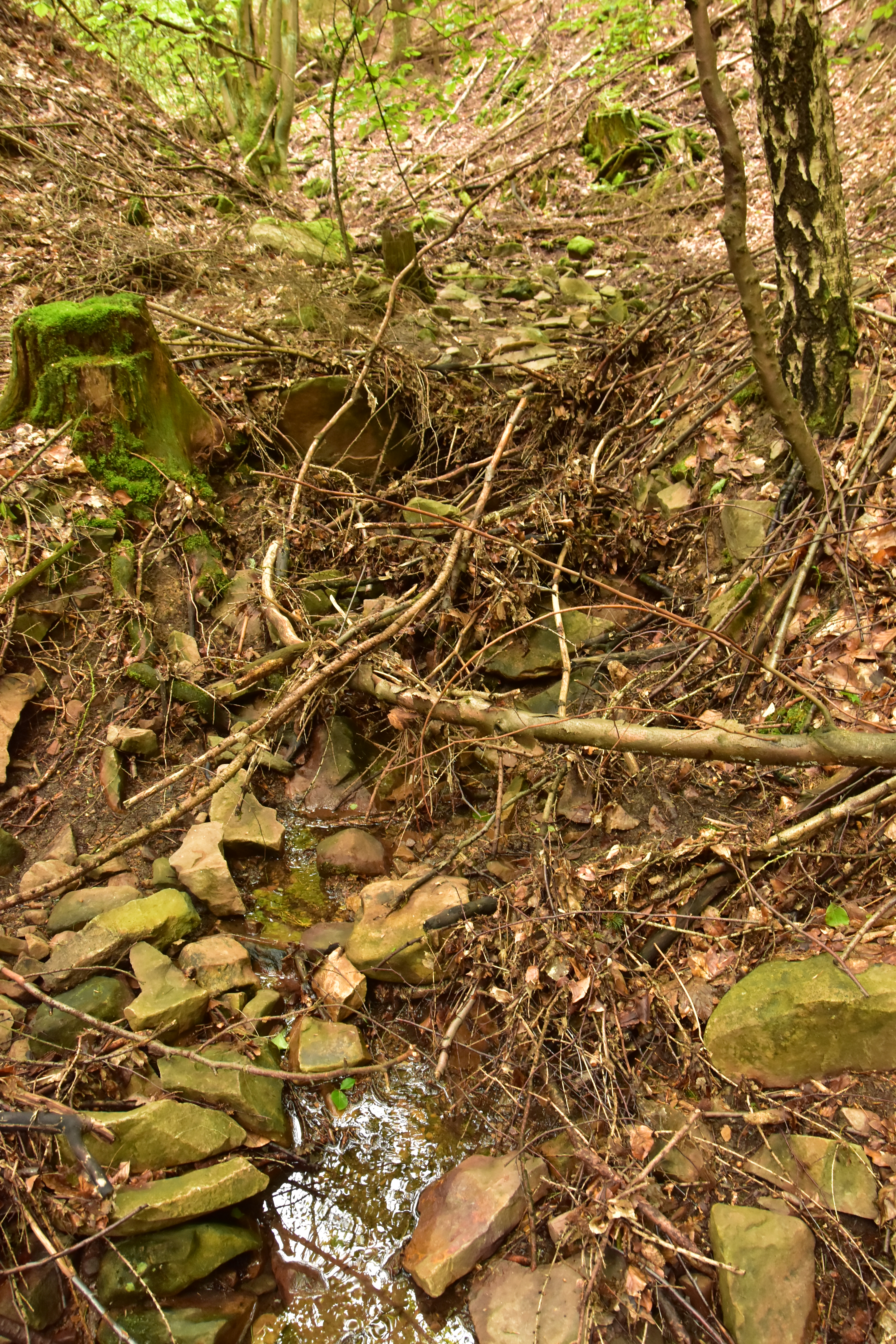
Pramen Halounského potoka